# オフェリア (曲)
「オフェリア」は、日本の歌手中森明菜の楽曲。この楽曲は中森の38枚目のシングルとして、1999年1月21日にガウスエンタテインメント（現・徳間ジャパンコミュニケーションズ）よりリリースされた（8cmCD：GRDO-21）。

## 背景
「オフェリア」は、1998年9月にリリースされた「とまどい」に続く楽曲で、1999年12月1日発売のスタジオ・アルバム『will』からの先行シングルとして1999年1月21日にCDシングル（8cmCD: GRDO-21）で発売された。「オフェリア」は下郷亜紀が作詞し、島野聡が作曲を手掛け、上出優之利により編曲された。この楽曲は日本テレビ・よみうりテレビ系連続テレビドラマ『ボーダー 犯罪心理捜査ファイル』のオープニングテーマ曲に使用されている。この連続テレビドラマは中森が主演を務めており、本人主演の連続テレビドラマのテーマ曲としては『冷たい月』の主題歌「帰省 〜Never Forget〜」に続いて2作目である。タイトルの「オフェリア」とは、ウィリアム・シェイクスピア作の悲劇『ハムレット』の登場人物オフィーリア（オフェリアとも）のことである。中森は本曲について「歌詞は、オフェリアの悲しみを言葉にしていますけど、私は、痛みや悲しみを持つ人間すべてに歌っている。」と語っている。本曲に収録されている間奏の台詞は、中森がこの楽曲のデモテープを聴きながら、音と合わせて書いたものである。この台詞は、ライブなどで披露することのないCD限定という意向である。
シングル盤「オフェリア」の2曲目として発表された「TO BE」は、Suzi Kimによる全編英語詞で、島野聡と上出優之利がそれぞれ作曲と編曲を手掛けた楽曲である。

## チャート成績
この楽曲は、オリコン週間シングルチャートの1999年2月1日付で、最高順位29位を記録した。同チャートには、計8週にわたってランクインしている。

## 収録曲
| #         | タイトル                     | 作詞      | 作曲            | 編曲            | 時間  |
| --------- | ---------------------------- | --------- | --------------- | --------------- | ----- |
| 1.        | 「オフェリア」               | 下郷亜紀  | 島野聡          | 上出優之利      | 4:20  |
| 2.        | 「TO BE」                    | Suzi Kim  | Satoshi Shimano | masanori kamide | 7:30  |
| 3.        | 「オフェリア」(Instrumental) |           |                 |                 | 4:19  |
| 合計時間: | 合計時間:                    | 合計時間: | 合計時間:       | 合計時間:       | 16:09 |

## 収録アルバム
TO BE
- 『歌姫伝説 〜90's BEST〜』（初回盤）[4][13]